# Onryza
Onryza là một chi bướm ngày thuộc họ Bướm nâu.